# Deskowisko

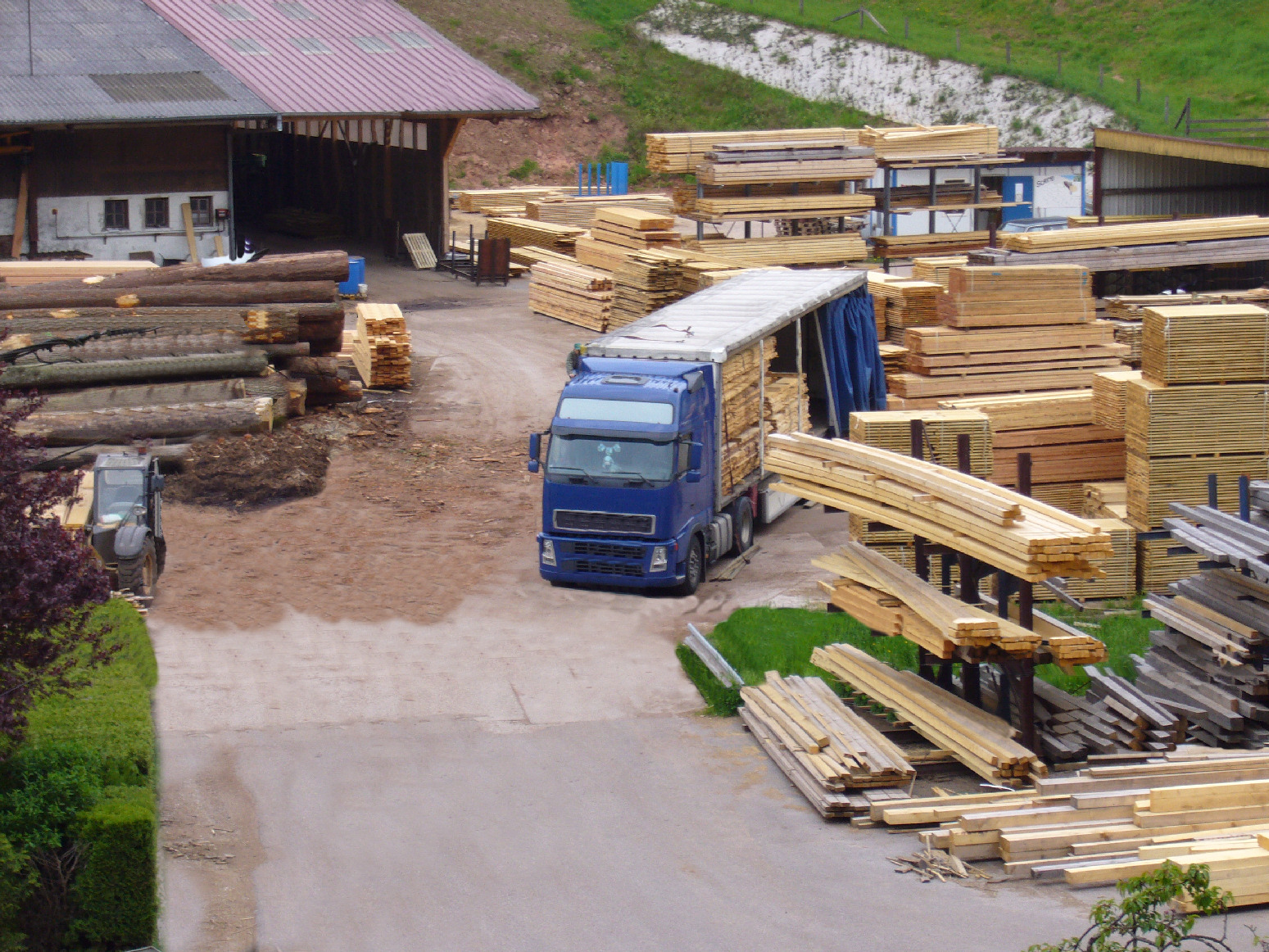
Deskowisko

Deskowisko – składowisko tarcicy na terenie tartaku. 
Ponieważ tarcica zwykle nie jest odbierana natychmiast po przetarciu, musi być przez pewien czas, w odpowiednich warunkach, przechowywana na terenie tartaku. W tym celu składowana jest w sztaplach na deskowisku. Sztaplowanie, oprócz ładu na składowisku umożliwia przewietrzanie tarcicy, co ogranicza paczenie się drewna.
Przez analogię, składowisko kłód nazywane jest czasem kłodowiskiem.